# Harry Souttar
Harry Souttar (* 22. Oktober 1998 in Aberdeen) ist ein schottisch-australischer Fußballspieler. Er steht bei Leicester City in England unter Vertrag und ist aktuell an den Zweitligisten Sheffield United ausgeliehen. Zudem spielt er für die australische Nationalmannschaft. Sein älterer Bruder John Souttar ist ebenfalls Fußballprofi.

## Karriere

### Verein
Harry Souttar begann mit dem Fußballspielen in der Jugend bei Brechin City. Danach spielte er in der Youth Academy von Celtic Glasgow und Dundee United. Sein Debüt in der Profimannschaft von United gab der großgewachsene Innenverteidiger am 10. Mai 2016 am vorletzten Ligaspiel der Scottish Premiership 2015/16. Beim 3:3 gegen den Partick Thistle stand er in der Startelf. Am letzten Spieltag gegen den FC Kilmarnock erzielte Souttar nach seiner Einwechslung für Mark Durnan in der 83. Minute den Treffer zum 4:2-Endstand für United.
Im September 2016 wechselte Souttar nach England zu Stoke City. Von dort wurde er Ende Januar 2023 zu Leicester City transferiert. Er unterschrieb bei den „Foxes“ einen Vertrag bis Ende Juni 2028. Anfang August 2024 verlieh ihn sein Verein für die EFL Championship 2024/25 an den Zweitligisten Sheffield United.

### Nationalmannschaft
Harry Souttar spielte im Jahr 2015 zweimal für die U-17 Nationalmannschaft von Schottland gegen Frankreich und Griechenland.
Dank der Herkunft seiner Mutter erlangte Souttar die Spielberechtigung für die australische Nationalmannschaft und im Oktober 2019 debütierte er für die A-Nationalmannschaft in einem Spiel gegen Nepal (5:0).

## Persönliches
Sein Bruder John ist ebenfalls Fußballprofi und spielt derzeit für die Glasgow Rangers und die schottische Nationalmannschaft.